# Bailardino Nogarola
Bailardino Nogarola (Verona, 1270 circa – Nogarole Rocca, 24 ottobre 1340) è stato un politico, ambasciatore e condottiero italiano.
Ricoprì importanti incarichi per la famiglia degli Scaligeri di Verona.

## Biografia
Figlio di Zonfredo, discendente dalla aristocratica famiglia dei Nogarola, fu sin da giovane al servizio degli Scaligeri, che lo armarono cavaliere nel 1295 assieme ai figli del signore di Verona Alberto I della Scala, Bartolomeo e Cangrande.
Nel corso della sua vita ricoprì per la famiglia scaligera importanti incarichi politici e diplomatici. Fu podestà di alcune grandi città tra cui Mantova, Vicenza, Treviso e Padova. Nel 1311 fu ambasciatore degli scaligeri a Milano per incontrare l'imperatore Enrico VII. Fu a fianco di Cangrande I della Scala il giorno in cui prese possesso di Padova (1328).
Gestì il passaggio dei poteri di Cangrande I della Scala, al quale raccomandò i nipoti Mastino e Alberto al momento della morte, il 22 luglio 1329.
Morì nel 1340 e gli vennero riservati solenni funerali.

## Discendenza
Bailardino sposò in seconde nozze Caterina della Scala, vedova di Niccolò da Fogliano. Nel 1306 si risposò con Contessa da Fogliano.
Tra i suoi figli si ricordano:
- Enida (o Inida)
- Giovanna
- Cagnolo (?-1359), morì senza eredi e tutto il suo patrimonio, come da testamento del padre, confluì nelle mani degli scaligeri.